# Ломоватське сільське поселення
Ломова́тське сільське поселення (рос. Ломоватское сельское поселение) — сільське поселення у складі Великоустюзького району Вологодської області Росії.
Адміністративний центр — селище Ломоватка.

## Населення
Населення сільського поселення становить 801 особа (2019; 1224 у 2010, 1659 у 2002).

## Історія
Ломоватська сільська рада утворена 1960 року. Станом на 2002 рік до складу сільради входили селища Ломоватка, Пихтово, присілки Великий Єрогодський Починок, Ілатовська. 2006 року сільрада була перетворена у сільське поселення.

## Склад
До складу сільського поселення входять:
| Населений пункт                       | Населення, осіб (2002) | Населення, осіб (2010) |
| ------------------------------------- | ---------------------- | ---------------------- |
| Великий Єрогодський Починок, присілок | 0                      | 0                      |
| Ілатовська, присілок                  | 55                     | 21                     |
| Ломоватка, селище                     | 1513                   | 1141                   |
| Пихтово, селище                       | 91                     | 62                     |